# Расизам у арапском свету
У арапском свету, расизам је усмерен на црне Арапе и неарапске етничке мањине као што су Јермени, Африканци, Сакалиби, Југоисточни Азијати, Друзи, Јевреји, Курди, коптски хришћани, Асирци, Персијанци, Турци и други туркијски народи, као и Јужни Азијати који живе у арапским земљама Блиског истока. Арапски расизам такође се усмерава на већину емиграната из арапских држава Персијског залива који потичу из Јужне Азије (Шри Ланка, Пакистан, Индија и Бангладеш), као и на црне, европске и азијске муслиманске групе.
Расизам у арапском свету је повезан са идејама о арапској супремацији, која се манифестује у различитим облицима дискриминације неарапских заједница. Историјски гледано, ово је укључивало маргинализацију група као што су Бербери у Северној Африци, Курди на Блиском истоку и Црнци, попут Масалита и Динка у земљама попут Судана.
Табу теме раса и расизма у арапском свету су више истражене од успона страних, приватних и независних медија. У једном примеру, критичко извештавање Ал-Џазире о кризи у Дарфуру довело је до хапшења и осуде шефа њеног бироа у Картуму. Сукоб у Дарфуру карактерише расно мотивисано насиље, а извештаји указују да су паравојне формације, познате као Џанџавиди, циљале неарапске етничке групе, што је довело до оптужби за етничко чишћење и геноцид.

## Историја
Средњовековни арапски ставови према црнцима варирали су током времена и индивидуалног става, али су углавном били негативни. Иако Куран не изражава расне предрасуде, етноцентричне предрасуде према црнцима су широко распрострањене међу средњовековним Арапима, из више разлога: њихова опсежна освајања и трговина робљем; утицај Аристотеловских идеја о ропству, које су неки муслимански филозофи усмерили ка Занџу и утицај јудео-хришћанских идеја о поделама међу човечанством. С друге стране, афро-арапски аутор Ел-Џахиз, који и сам има деду из племена Занџ, написао је књигу под називом „Супериорност црнаца над белцима“ и у „Есејима“ објаснио зашто су Занџи црни у смислу еколошког детерминизма у поглављу „О Занџима“. До 14. века, значајан број робова је дошао из западне или централне Африке; Луис тврди да је то довело до тога да је египатски историчар Ал-Абшиби (1388–1446) написао да „[каже се] да када је [црни] роб сит, он блудничи, а када је гладан, краде.“
Неки тврде да су „ултраарабизам и џихадизам одговорни за широко распрострањени прогон и геноцид“, попут Садамове употребе хемијског оружја и гаса против Курда током бомбардовања Халабџе на северу Ирака. „Курди, неарапски народ чији језик припада иранској групи, патили су од прогона у Ираку и Сирији, посебно од одласка британских и француских снага крајем 1940-их.“ (Курди такође траже своја права у Ирану и Турској.) Бербери, преарапски староседеоци Северне Африке, били су жртве Арапа у Северној Африци.
Постоје историјске расне поделе, расне и верске предрасуде у Ираку, укључујући и оне према Курдима, Шиитима и Арапима из мочварних крајева.
Арапски и турски национализам су се „слично развијали у „расну“ фазу, а идеал је био велико „панарапско“ царство, које би обухватало не само етнички арапско полуострво-домовину, већ и регионе Месопотамије, Леванта, Египта, Триполија, Северне Африке и Судана.“
Неки муслимански активисти су такође изразили да је „арабизам расизам, чист и једноставан“. Ту је био и шеик Мустафа ел-Мараги, који је у чувеном есеју из 1938. године одбацио циљ (пан)арапског јединства као расистички.

Арапски муслимански аутори у „Арапско-иранским односима“:
Много је мастила протекло о питању арапског национализма. Неки људи верују да је то расистички покрет који заговара супериорност Арапа.
Али А. Алави, бивши ирачки министар одбране и финансија, замишљао је миран Ирак: „Арабизам, расизам и секташтво – били би свргнути са трона. Ирак би био у миру са собом и са својим регионом.“
Шездесетих година прошлог века, француски Комитет за акцију демократске одбране објавио је памфлет под називом „Расизам и панарабизам“, након чега је уследио увод, а затим чланак познатог француског социолога, антрополога и политичког лидера Жака Сустела о борби против свих врста расизма. Након тога је уследио рад Шломо Фридриха на тему „Панарабизам: Нова расистичка претња?“, који је понудио оштру критику Насерове књиге „Филозофија револуције“ и назвао је само бледом имитацијом Хитлеровог „Мајн кампфа“.

### Етноцентризам
Према речима др Мајкла Пена:
Супротно многим данашњим стереотипима о раном исламу, током већег дела седмог и почетка осмог века, пријем у уму био је резервисан искључиво за Арапе. Верска конверзија била је заснована на етничкој конверзији. Да би не-Арапин постао муслиман, та особа је прво морала да стекне чланство у арапском племену тако што ће постати мавла (клијент) арапског спонзора. Из исламске перспективе седмог века, етничка припадност и религија нису биле независне варијабле. Сви муслимани су били Арапи, а идеално би било да су сви Арапи били муслимани.

## Обрасци
Неке од прогоњених жртава расизма и дискриминације у арапском свету укључују: подсахарске Африканце у Египту, укључујући Еритрејце, и избеглице из Дарфура, Алжир, Мауританију – борбе против расистичке политике у овим земљама, у Ираку где се црнци суочавају са расизмом,   Курде у Сирији и Ираку,     Копте,  погоршало се под панарабизмом Насера и оснаживањем Муслиманске браће,   Ал-Ахдам група у Јемену,  као и робови који се боре против стигме свог статуса „робова“ у осиромашеном Јемену, историјску борбу Персијанаца против „арапске супремације“, Бербере у Северној Африци (Мароко, Алжир, Тунис, Либија), Јужне и Југоисточне Азијате (мигрантски радници и слушкиње у арапским земљама Залива), Јевреје (у анкети PEW-а из 2009. године, утврђено је да 90% Блиског истока негативно гледа на Јевреје). Иако је ропство званично укинуто 1981. године, извештај CNN-а из 2012. године сугерисао је да је 10% до 20% становништва Мауританије било поробљено, што је повезано са бојом коже – Мауританци тамније пути често су били поробљени од стране људи светлије пути.

### Антицрначки расизам
Антицрначки расизам у арапском свету проистиче из дуге историје расних хијерархија успостављених током транссахарске и трговине робљем у Индијском океану, које су оставиле трајне последице у друштвеним ставовима и структурама моћи. Упркос исламским учењима о расној једнакости, црнци у Африци су историјски били поробљени, маргинализовани и стереотипизирани, посебно Занџ и друге источноафричке групе. У модерно доба, дискриминација и даље постоји у облику социјалне искључености, погрдног језика, неједнаког приступа пословима и образовању, и медијских приказа који појачавају негативне стереотипе. Црни грађани у земљама попут Туниса и мигранти у Либији често пријављују расистичко злостављање, док су „црна лица“ и карикатуралне улоге и даље уобичајене у забави широм региона.
Иако су неке земље увеле законе против дискриминације, а Тунис је био прва арапска земља која је криминализовала расну дискриминацију 2018. године, спровођење је неуједначено, а јавна свест остаје ограничена. Анкете Арапског барометра показују да многи грађани не препознају антицрначки расизам као специфичан проблем, а жртве често избегавају пријављивање инцидената.

### Антикурдски расизам
Антикурдско расположење, такође познато као антикурдизам или курдофобија, је непријатељство, страх, нетолеранција или расизам према курдском народу, Курдистану, курдској култури или курдским језицима. Особа која заузима такве позиције понекад се назива „курдофобом“. У Турској је влада историјски негирала курдски идентитет и језик. У Сирији и Ираку, сличне антикурдске политике су проузроковале значајну штету, укључујући геноцидне кампање у Ираку под Садамом Хусеином. Недавно су сукоби попут борбе против ИСИС-а повећали свест, али су такође појачали антикурдске акције и дискриминацију.

### Антисемитизам
Антисемитизам (предрасуде према Јеврејима и мржња према њима) је знатно порастао у арапском свету од почетка 20. века, из неколико разлога: распад и слом Османског царства и традиционалног исламског друштва; европски утицај, изазван западним империјализмом и арапским хришћанима; нацистичка пропаганда и односи између нацистичке Немачке и арапског света; негодовање због јеврејског национализма; успон арапског национализма; и широко распрострањено ширење антијеврејских и антиционистичких теорија завере.
Јеврејима је у муслиманском свету пружена релативна сигурност од прогона, под условом да нису оспоравали различит инфериоран друштвени и правни статус који им је наметнут под исламском владавином.
Иако је било антисемитских инцидената и пре 20. века, током овог периода антисемитизам у арапском свету је знатно порастао. Током 1930-их и 1940-их неколико јеврејских заједница у арапском свету је патило од погрома. Статус Јевреја у арапским земљама се додатно погоршао на почетку арапско-израелског сукоба. Након арапско-израелског рата 1948. године, палестински егзодус, стварање државе Израел и израелске победе током ратова 1956. и 1967. године били су тешко понижење за противнике Израела - пре свега Египат, Сирију и Ирак. Међутим, до средине 1970-их велика већина Јевреја је напустила арапске и муслиманске земље, преселивши се првенствено у Израел, Француску и Сједињене Државе. Разлози за егзодус су различити и контроверзни.

## Оптужбе против одређених арапских влада

### Ирак
Према изјави Фреда Халидеја, баасистичка држава у Ираку (1968-2003) је била инспирисана Сатијем ел Хусријем и реториком обојеном панарабизмом и антииранским расположењем. У деценији и по након што је партија Баас дошла на власт, из Ирака је протерано чак 200.000 фејлијских Курда. Тврдећи да су „браниоци арабизма“, Халидеј тврди да је Баас промовисао мит о персијским мигрантима и заједницама у региону Персијског залива који се може упоредити са „ционистима“ који насељавају Палестину.

### Мауританија
Према речима Холи Буркхалтер из организације Human Rights Watch, у изјави датој током сведочења пред Конгресом Сједињених Држава, „може се рећи да мауританска влада практикује непријављени апартхејд и озбиљно дискриминише на основу расе.“

### Судан
Почев од 1991. године, старешине народа Загава у Судану жалили су се да су жртве интензивиране арапске кампање апартхејда. Вукони Лупа Ласага је оптужио суданску владу да „вешто манипулише арапском солидарношћу“ како би спровела политику апартхејда и етничког чишћења против не-Арапа у Дарфуру. Алан Дершовиц је навео Судан као пример владе која заслужује назив „апартхејд“, а бивши канадски министар правде Ирвин Котлер је такође критиковао Судан на сличан начин.

### Египат
Црни египатски председник Анвар ел Садат суочио се са увредама да не изгледа „довољно египатски“ и да је „Насерова црна пудла“. Египатски нубијски фудбалер Шикабала престао је да игра фудбал на неко време због расистичких увреда од стране навијача ривалског тима из Египта током утакмице. Група је викала „Шикабала“ док је показивала на црног пса који је носио број 10, што је био фудбалски дрес Замалека. Мона Елтахави, египатска новинарка, открила је дубоко укорењен антицрначки расизам у својој земљи, углавном против Суданаца, Нубијаца или других људи тамније пути.